# Marin Ferecatu
Marin Ferecatu (n. 3 mai 1940, Roșiori de Vede, Teleorman, România) este un fost trăgător de tir sportiv român. A concurat la Jocurile Olimpice de vară din 1960 și la Jocurile Olimpice de vară din 1968.
A câștigat două medalii de argint la Campionatul European din 1959 la pușcă, poziția în genunchi, la individual și pe echipe. La Campionatul Mondial din 1970 de la Phoenix a obținut cu echipa României medalia de argint la proba de pușcă, poziția culcat.
A fost component al clubului sportiv Dinamo București al Ministerului Afacerilor Interne și a deținut gradul de locotenent (în 1968).

## Distincții
- Medalia „Meritul Sportiv” clasa I (8 mai 1968) „pentru contribuția deosebită adusă la dezvoltarea mișcării de cultură fizică și sport și pentru merite deosebite în activitatea sportivă de performanță, cu prilejul împlinirii a 20 de ani de la înființarea Clubului sportiv «Dinamo»-București al Ministerului Afacerilor Interne”[5]